# Riserva naturale della Bureja
La riserva naturale della Bureja (in russo Буреинский заповедник, Bureinskij zapovednik) è un'area protetta (zapovednik) situata circa 200 km a nord-ovest della città di Chabarovsk, nel Verchnebureinskij rajon del territorio di Chabarovsk, nell'Estremo Oriente russo. Comprende aree di tundra di montagna, fiumi, laghi e taiga. Qui si trovano le sorgenti degli affluenti di destra e di sinistra del fiume Bureja, che appartiene al bacino inferiore dell'Amur. Istituita nel 1987, la riserva copre un'area di 358444 ettari.

## Geografia

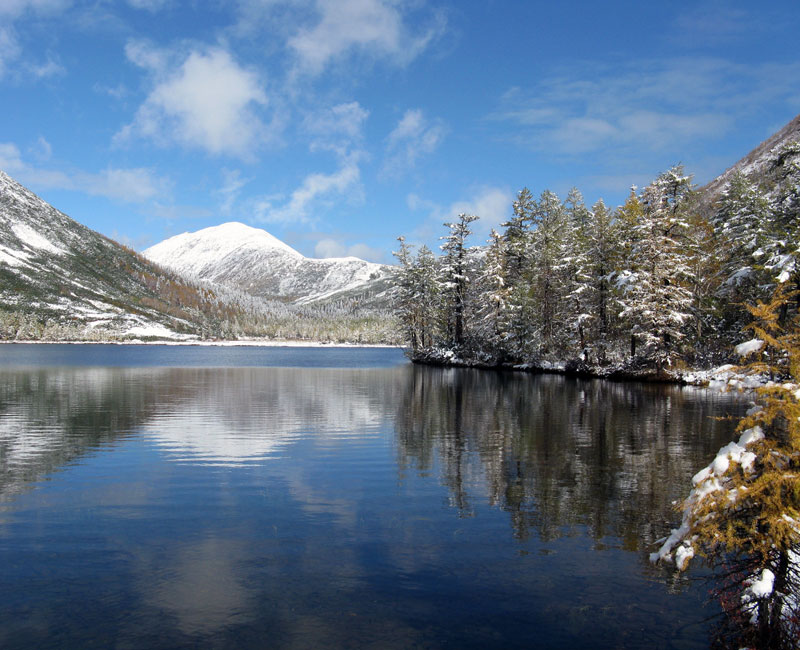
Il lago Korbochon.

Nella riserva della Bureja si trovano i due rami sorgentiferi Pravaja Bureja («Bureja di Destra») e Levaja Bureja («Bureja di Sinistra»), che si uniscono a formare la Bureja, che scorre verso sud fino a confluire nell'Amur. La riserva comprende la parte centrale e meridionale dei Dusse-Alin' ed è a sua volta circondata da catene montuose: i monti Ėzop a nord-ovest, gli Jam-Alin' a nord e i monti della Bureja a sud. Le montagne all'interno della riserva, dove si congiungono diversi crinali, variano in altezza da 550 a 2241 metri. Le sommità delle valli fluviali sono spesso montagne spoglie di forma convessa.
Molti torrenti hanno la propria sorgente in circhi glaciali, e le zone pianeggianti lungo i fiumi sono caratterizzate da pianure alluvionali e da laghi; le valli dei fiumi sono spesso troppo ripide per consentire la formazione di terrazze e lungo gli affluenti della Bureja si trovano spesso delle rapide. Poiché gli inverni sono relativamente secchi, le piene primaverili sono ridotte; più consistenti sono quelle estive, alimentate dalle piogge stagionali. La riserva si trova in una zona remota: la cittadina più vicina, Sofisk, si trova 40 km ad ovest del confine. Nella riserva non ci sono strade.

## Clima
Quella della Bureja è la più estesa delle aree protette dell'ecoregione denominata «taiga di Ochotsk e Manciuria». Questa regione di foresta di conifere è la più settentrionale delle comunità floristiche della Manciuria e ospita anche elementi tipici delle comunità della zona Ochotsk-Kamčatka/Beringia. Il suo clima è influenzato dalla vicinanza dell'oceano Pacifico, che provoca inverni più caldi ed estati più fresche rispetto alle aree più lontane dall'oceano.
La riserva ha un clima subartico (Dwc secondo la classificazione dei climi di Köppen), caratterizzato da estati fresche e inverni molto freddi e secchi, seppur resi più miti dalla relativa prossimità dell'oceano.

## Flora e fauna
Il territorio della riserva della Bureja non è mai stato soggetto alla raccolta commerciale del legname; l'eventuale disboscamento della copertura arborea è dovuto a cause naturali (incendi, smottamenti). Le cime dei monti sono costituite da roccia nuda ricoperta da licheni; al di sotto c'è una fascia di prati alpini. Sotto i 1100 metri inizia la zona forestale; le pendici di media montagna sono rivestite da foreste di larici, abeti, abeti rossi e cedri, mentre nelle pianure si sviluppano zone di foresta alluvionale. La fauna comprende rappresentanti propri delle foreste della regione Ochotsk-Kamčatka, come orsi bruni (Ursus arctos), ermellini (Mustela erminea), zibellini (Martes zibellina), lepri (Lepus timidus), scoiattoli (Sciurus vulgaris) e ghiottoni (Gulo gulo). Le zone più elevate ospitano elementi alpini come la pernice bianca (Lagopus lagopus) e il pika (Ochotona hyperborea). Nella riserva sono state segnalate 190 specie di uccelli, 89 delle quali nidificanti.

## Turismo
La riserva dispone di un centro visitatori e di un museo di storia naturale aperti al pubblico. L'area è interdetta al pubblico, ma il parco offre la possibilità di effettuare gite di tre ore in elicottero, gite in rafting sulla Pravaja Bureja e un accesso limitato a tre percorsi escursionistici in gruppi sorvegliati dotati di appositi permessi. I sentieri portano a luoghi di interesse paesaggistico: il lago degli Orsi, il lago Korbochon, la cosiddetta «Autostrada dei Re» e le cascate del fiume Kurajgan'ja.